# Station Świercze
Station Świercze is een spoorwegstation in de Poolse plaats Świercze.